# Chiesa di Sant'Andrea Apostolo (Villa Inferno)
La chiesa di Sant'Andrea Apostolo è un edificio di culto di Villa Inferno, nel comune di Cervia.
Esempio originalissimo di Parrocchia che non si identifica esclusivamente nell'edificio sacro di cui porta il nome, contando infatti, il territorio, su un altro luogo di culto di pari dignità come la Chiesa di San Giorgio a Montaletto.
Sorta attorno al 1680, a perpetuare la memoria di un'antica Pieve di cui già si fa menzione nel XII secolo, la chiesa di Sant'Andrea è chiara espressione dello stile neoclassico. La facciata è contrassegnata da lesene, a separarla in tre moduli distinti, di cui quello di mezzo, a rimarcare la navata centrale ha alla sommità un frontone a forma triangolare, il cui motivo è ripreso ad ornamento anche dell'ingresso. La parte mediana dell'edificio è segnata da una cornice, interrotta centralmente da un'ampia finestra a evidenziarne l'intero corpo orizzontale. Originariamente a navata unica, la chiesa si presenta attualmente con due ampliamenti laterali seguiti ad interventi risalenti ai primi decenni del secolo scorso. Tre aperture ad architrave separano la navata centrale da quella laterale di destra, mentre la sinistra è tutt'una con l'aula.
In prossimità del presbiterio si aprono due cappelle con archi a tutto sesto, dedicate rispettivamente alla Vergine ed al S.S. Sacramento. L'abside è separata dalla navata centrale da un'ampia arcata a tutto sesto, sopra la quale è collocato, in posizione a dir il vero infelice, un Crocifisso dipinto su legno di notevole pregio, che le prossime ristrutturazioni si ripromettono di porre in più consona evidenza. Lo sfondo dell'abside è illustrato da un mosaico di forma quadrata raffigurante l'apostolo sant'Andrea, cui la chiesa è dedicata. Aperture a mezzaluna sulle pareti laterali danno luce all'aula, il cui soffitto è caratterizzato da una copertura a capriate in legno, secondo moduli scanditi da lesene esterne.
Il campanile, risalente al 1920, danneggiato alla sommità prima da un fulmine e poi dagli eventi bellici, è stato oggetto, in tempi recenti, di opere di recupero che ne hanno alterato la parte terminale che si presenta ora con un decoro merlato.